# Абусаид Махдум
Абусаид Махду́м (перс. ابوسعید مخدوم‎; тадж. Абусаид Махдум; узб. Abusaid Mahzum; Самарканд — 1910, Самарканд) — самаркандский хатта́т (каллиграф), краевед, археолог, востоковед и переводчик. Известен как один из личных и доверенных помощников известного русского археолога и историка-востоковеда — Василия Вяткина. Участвовал добровольцем во многих археологических раскопках в Самарканде и его окрестностях, в расшифровке и чтении найденных текстов и документов.
Во время раскопок знаменитой обсерватории Улугбека, помимо помощи в раскопках, активно собирал среди жителей района раскопок, предания, легенды и другую информацию об этой местности, которая известна как Куха́к. Автор ряда статей о Самарканде.